# Janusz Michallik
Janusz Michallik (Cracovia, 22 aprile 1966) è un ex calciatore statunitense, di ruolo difensore.

## Biografia
Trasferitosi negli Stati Uniti d'America per seguire il padre, calciatore, ex nazionale polacco, che era stato ingaggiato dal Hartford Bicentennials, vi resta a vivere prendendone la nazionalità.

## Palmarès

### Nazionale
- Gold Cup: 1

1991